# Артемий Веркольский
Арте́мий Ве́ркольский (1532, Веркола, Двинский уезд — 23 июня (6 июля) 1545, неподалёку от Верколы) — русский православный святой отрок. Память совершается 23 июня (6 июля) и 20 октября (2 ноября).
При жизни был кроток и благочестив. Погиб из-за грозы во время полевых работ. После смерти прославился многочисленными чудесами.

## Житие
Артемий родился в 1532 году в селе Верколе (ныне — в Пинежском районе Архангельской области) в крестьянской семье. Отец — Косма по прозвищу Малый; мать — Апполинария. Кроме того, согласно преданию, сестрой Артемия была праведная отроковица Параскева Пириминская, также прославившаяся посмертными чудотворениями.
О жизни Артемия практически ничего не известно за исключением отмечаемых в житии отказа от детских игр, кротости, богобоязненности, послушания родителям и трудолюбивости праведника.
В 1545 году, когда Артемию было 12 лет, отрок вместе с отцом боронил поле. В это время началась сильная гроза, ударила молния и Артемий упал замертво. При этом согласно житию непосредственной причиной смерти отрока стал не сам электрический разряд, а ужас мальчика перед грозой.
Односельчане Артемия сочли неожиданную кончину отрока наказанием за некие тайные грехи, поэтому они оставили его тело в лесу неотпетым и непогребённым, прикрыв хворостом и берестою и огородив изгородью. Согласно народному поверью захоронение погибших от грозы на общем кладбище могло навлечь несчастье на жителей селения. Археологические раскопки показали, что в XVI веке неподалёку от Верколы существовало кладбище заложных покойников, захороненных в срубе.

## Обретение мощей и чудеса

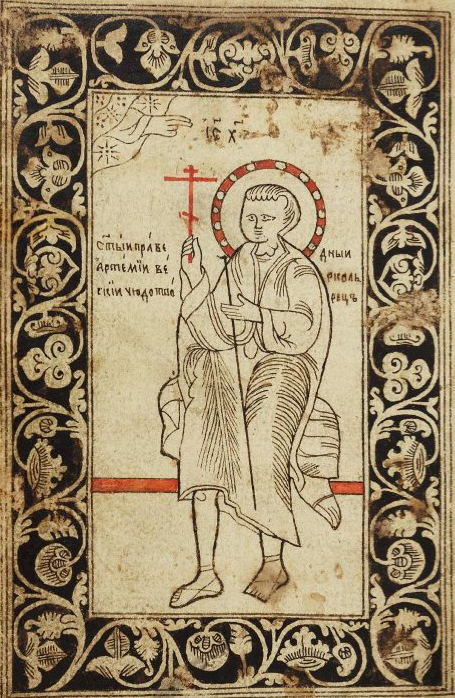
Миниатюра из «Жития преп. Артемия Веркольского». XVII в.

В 1577 году диакон местной церкви по имени Агафоник увидел в лесу над местом, где находились останки Артемия, необычный свет. Подойдя ближе он обнаружил нетленное тело отрока. Узнав об этом, крестьяне перенесли мощи Артемия на паперть Никольской церкви в Верколе.
В том же году в Верколе распространилась эпидемия тяжёлой болезни. Заболел лихорадкой (трясавицею) и сын местного жителя по имени Каллиник. Помолившись Богу, Каллиник приложился ко гробу Артемия, взял бересты, которой было накрыто его тело, и положил её на плечи и нательный крест своего ребёнка, который тотчас выздоровел. Каллиник поведал о случившемся односельчанам и с этого времени мор прекратился, а у гробницы стали происходить многочисленные исцеления.
Рассказы о чудесах составляют основную часть жития праведного отрока. Большинство из них повествуют об исцелении жителей Верколы, Ваймуши и других местностей русского Севера, в числе которых будущий святой Трифон Вятский и сын воеводы Афанасия Пашкова. Первая редакция жития святого Артемия была составлена около 1618 года по поручению Новгородского митрополита Макария и насчитывает 53 чуда. Во второй редакции, датируемой приблизительно 1648—1649 годами, помимо «старых чудес» описано ещё 19 «новых». Наконец, в самом конце XVII — начале XVIII века была составлена новая редакция жития, в общей сложности насчитывающая 85 чудес, последние из которых относятся к 1700
году.
В 1584 году при Никольской церкви веркольцы устроили особый придел, куда перенесли мощи Артемия и положили их в новый гроб. В 1610 году они были перенесены из этого придела в саму церковь и положены в новую раку.
В 1635 году проездом в Верколе был Афанасий Пашков, который, однако, мощи Артемия почтить не захотел. Когда он доехал до Кевролы, его сын Еремей тяжело заболел. Поняв, что болезнь сына является наказанием за неверие, Пашков вернулся в Верколу и поклонился мощам. Ребёнок выздоровел и в 1645 году на средства Пашкова был построен храм в честь тезоименного великомученика Артемия Антиохийского с приделом во имя Артемия Веркольского. При храме возник Артемиево-Веркольский монастырь, в 1648 году санкционированный царём Алексеем Михайловичем, и мощи вновь были переложены в новую раку и перенесены в обитель. Впоследствии мощи отрока трижды выносили из храма обители из-за случавшихся там пожаров, пока в 1793 году в монастыре не был построен каменный храм, освящённый в честь Артемия Веркольского.
В ходе большевистской кампании по вскрытию мощей была вскрыта и рака Артемия Веркольского, однако на месте останков святого была обнаружена вата, церковное облачение, уголь, перегорелые гвозди и мелкий кирпич. По некоторым сведениям мощи Артемия были спрятаны братией Артемиево-Веркольского монастыря и в настоящее время находятся под спудом на территории обители.

## Иконография

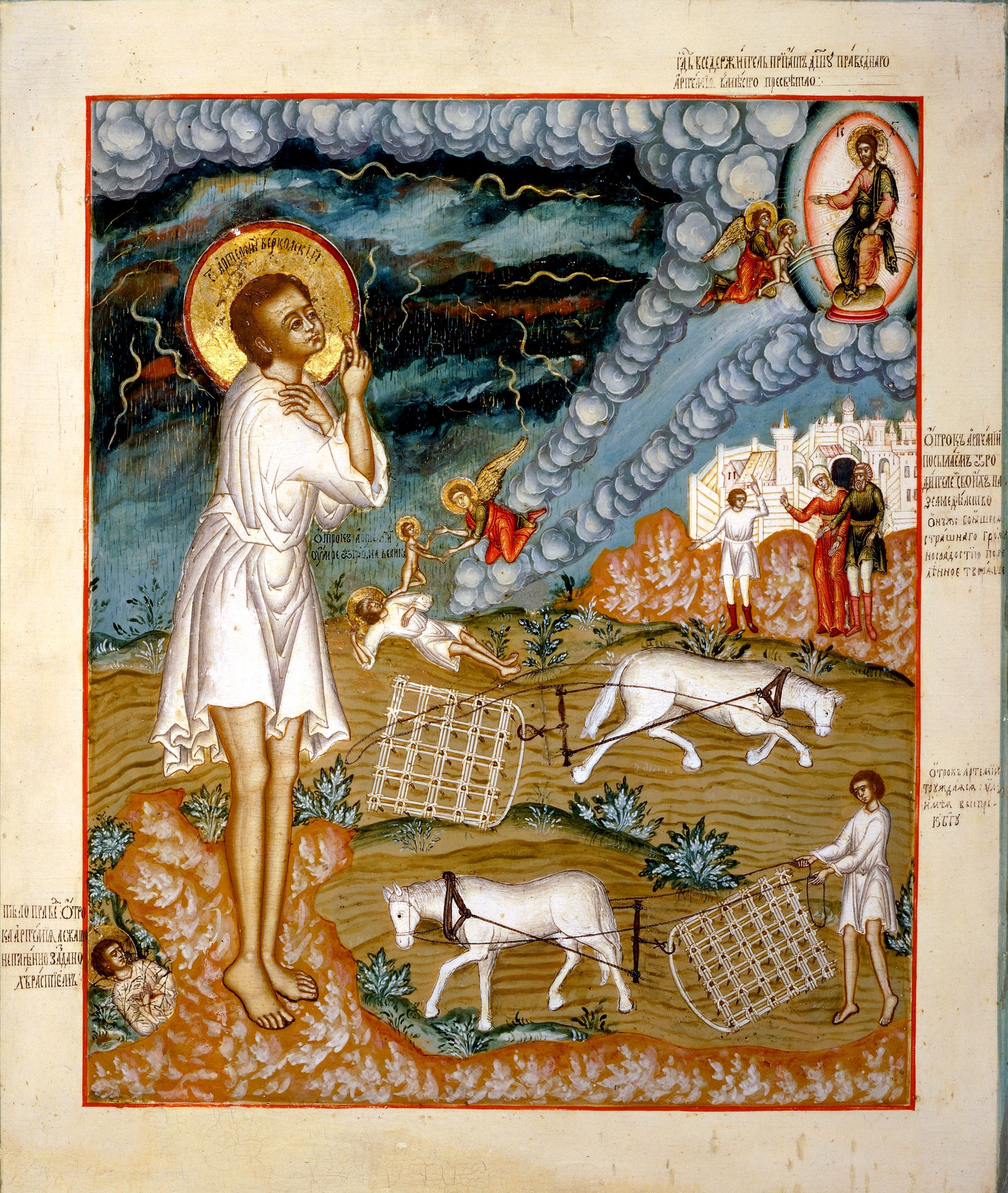
Русская икона XVIII века

Святой традиционно изображался отроком с округлым ликом и короткими, слегка волнистыми волосами, в короткой белой (иногда красной) рубахе и с босыми ногами; в руках крест и ветка либо стрела-молния. Большое распространение получили иконы Артемия Веркольского в молении находящемуся в облачном сегменте Спасителю на фоне деревянного Веркольского монастыря на берегу Пинеги; рядом или вдали — пашня, конь, запряжённый в борону, и лежащее на земле тело отрока; в облаках благословляющий Спаситель, которому Ангел-хранитель подносит душу праведника.
Существуют и другие варианты икон Артемия, в том числе изображающие отрока совместно с другими святыми. Например, одно из наиболее ранних изображений Артемия Веркольского — в коротком белом хитоне и гиматии — сохранилось на иконе 20-х годов XVII века строгановского мастера, изображающей Василия Блаженного и Артемия Веркольского в молении Спасу Еммануилу. Также известны совместные иконы Артемия со Святителем Николаем, Святым Уаром, Иоанном Предтечей. Кроме того, изображается в составе Собора Новгородских святых и Собора Карельских святых.
Старинные иконы святого Артемия представляют интерес с точки зрения северорусской этнографии, а также реконструкции исторического облика Веркольского монастыря.

## Современные оценки
Георгий Федотов указывал на то, что смерть от грозы допускает различное религиозное толкование: и как не соответствующую христианским канонам неестественную смерть без покаяния, и как смерть по воле Божьей. Под влиянием этих сомнений Артемий был похоронен не на кладбище, однако суд Божий решает в пользу его святости и «Артемий является как чистая жертва, угодная Богу, приближаясь к чину святых страстотерпцев».
Лев Дмитриев отмечал, что при жизни Артемий Веркольский «не отличался никакими подвигами ни церковного, ни государственного характера», но его судьба представляет большой интерес как образец того типа северорусских житий, «в котором святым становится не религиозный подвижник, а человек из народа, „народный святой“, возбудивший к себе симпатию своей горестной судьбой». При этом по его мнению культ святого отрока отражает восходящее к языческим представлениям почитание останков погибшего от природной стихии, приспособленное официальной церковью к христианскому культу.
Некоторые исследователи указывают на сходство почитания Артемия Веркольского и Иакова и Иоанна Менюжских — других малолетних праведников из Собора Новгородских святых, которые погибли при нетипичных обстоятельствах и были прославлены после смерти.